# Marcy-l'Étoile
Marcy-l'Étoile este o comună în departamentul Rhône din sud-estul Franței. În 2009 avea o populație de 3.404 de locuitori.

## Evoluția populației
| An        | 1975 | 1982  | 1990  | 1999  | 2006  | 2009  |
| --------- | ---- | ----- | ----- | ----- | ----- | ----- |
| Populație | 683  | 1.033 | 2.599 | 3.091 | 3.218 | 3.404 |